# Bronopol
Bronopolul (denumire IUPAC: 2-bromo-2-nitro-1,3-propandiol) este un compus organic cu formula chimică C3H6BrNO4. Este utilizat ca antimicrobian. Este un solid alb sau gălbui.
A fost inventat la începutul anilor 1960, fiind utilizat atunci pe post de conservant în produse farmaceutice. Datorită toxicității reduse la mamifere în concentrații uzuale și a activității bune asupra bacteriilor, în special asupra speciilor Gram-negative, a început să fie utilizat în diverse produse cosmetice, precum șampoane.